# 基列伊市镇
基列伊市镇（俄语：Кирейское муниципальное образование）是俄罗斯联邦伊尔库茨克州图伦区所属的一个市镇。其下辖有3个居民点，行政中心为维加特。据2016年统计，该市镇的人口为403人。